# Nationalmuseet (Köpenhamn)

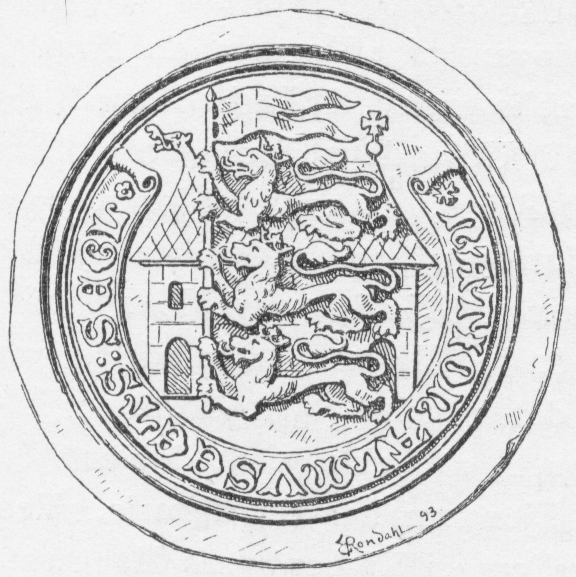
Historiskt sigill från 1893.

Nationalmuseet i Köpenhamn är Danmarks statliga, kulturhistoriska huvudmuseum som ansvarar för såväl dansk som utländska kulturers historia. Museet är inrymt i Prinsens Palæ, vid Frederiksholms Kanal i Köpenhamn. Byggnaden är Danmarks första rokoko-byggnad, uppförd 1743-44 av Nicolai Eigtved åt den kronprins, som 1746 besteg den danska tronen som Fredrik V.
Samlingarna härstammar från "Det Kongelige Kunstkammer", vars stora samling av konsthantverk, måleri, etnografiska föremål, vapen och antikviteter, grundades av Fredrik III omkring år 1650.
År 1807 upprättades en "Kgl. Kommission til Oldsagers Opbevaring" och ett fornnordiskt museum öppnades på vinden till Trinitatis Kirke 1819. År 1832 flyttades föremålen till större och bättre lokaler på Christiansborg.
Christian Jürgensen Thomsen, som ledde museet kom att betyda mycket för dess utveckling från en kunglig samling till ett museum. 1841 grundes ett etnografisk samling, 1851 en antiksamling därtill infogades Den Kongelige Mønt- og Medaillesamling, grundad redan 1780.
Kort efter grundlagsreformen 1849, genom vilken kungens samlingar övertogs av staten, beslutade man att sammanföra samlingarna i Prinsens Palæ, där museet öppnade 1854.
Dansk Folkemuseum infogades 1920 i Nationalmuseum, varvid dess samlingar i Kongens Lyngby under 1930-talet överfördes till Nationalmuseet.
Efterhand har man dock vuxit ur dessa lokaler, så att Nationalmuseet i dag består av ett flertal avdelningar, bland annat Frihedsmuseet, Frilandsmuseet, hela Brede Værk, Nationalmuseets Klunkehjem och Lille Mølle på Christianshavn.

## Utställda föremål, i urval
Se även Alfabetisk lista över ett urval föremål på Nationalmuseet.
- Gundestrupskitteln, upphittad år 1891
- Gunhildkorset, förvärvat 1845
- Gallehushornen (kopior), upphittade år 1639 och 1734
- Trundholmsvagnen, upphittad år 1902